# Ива Едески
Ива Едески (Ихиба или Хиба; 28. октобра 457.) је био епископ Едесе (око  435.-457.) и рођен је у Сирији. Његово име је сиријски еквивалент за "Донатус". Често се повезује са растом несторијанства, иако је ова тврдња спорна и контроверзна.

## Биографија
Био је свештеник цркве у Едесе у време епископата Равуле Едеског. Заступао је теолошке ставове противне епископу Равули. Дивио се списима Теодора Мопсуестијског, које је преводио на сиријски и марљиво ширио по Истоку.
Чувена теолошка школа у Едеси, на чијем челу је Ива, а у коју је хришћанска омладина из Персије и суседних земаља долазила ради школовања, нудила је многе могућности за пропагирање Теодоровог веровања. Растућа популарност доктрина које су изгледале очигледно јеретичке узнемирила је епископа Равулу, и он је настојао да Теодорова дела анатемише и спали. Међутим, црква у Едеси је углавном била наклоњена Теодоровом учењу и подржавала је Ива против њиховог епископа.
Ива је присуствовао сабору у Ефесу 431. године као свештеник, био је свестан аутократског понашања Кирила Александријског, и написао је 433. године писмо човеку који је постао познат као „Марис, епископ Хардасхира (или Адашира) у Персија“, писмо које је касније постало једно од Три поглавља. Он је у спору, вероватно, био Мари који је био митрополит Ардашира око 450. године. Име би могло бити погрешно схваћена формула за апелацију за епикопа Селеукије Ктесифона, града познатог као Адашир током Сасанидског периода, који је у том тренутку био извесни католикос Дадишо (421–456), поглавар Цркве Истока у Сасанидском царству. „Марис“ је био у Едеси пре несторијанске контроверзе, а Ива је писао да му каже шта се догодило од његове посете. Иако је очигледно написан под великим огорчењем, приказује Ива као човека независног расуђивања и без пристрасности. У писму, Несторије је оштро осуђен због одбијања титуле Богородице Девици Марији, а Ива оптужује Кирила за аполинаризам и осуђује јерес његових 12 поглавља, оптужујући га да задржи савршени идентитет мушкости и Божанства у Христу, и поричући доктрину о сједињењу двеју Природа у једном лицу.

## Избор за епископа и оптужбе
Када је Равула умро 435. или 436. године, Ива је изабран за његовог наследника. Ово је било неприхватљиво за оне који су имали снажне анти-несторијанске ставове свог покојног епископа, и они су брзо планирали да обезбеде његово свргавање, ширећи оптужбе против њега да отворено проповеда јеретичке доктрине. Оптужбе су убрзо допрле до ушију цара Теодосија II и цариградског архиепископа Прокла. Проклу је ствар изгледала тако озбиљно да је крајем 437. писао Јовану I Антиохијском као водећем прелату Истока, молећи га да убеди Ива, ако је невин, да уклони скандал тако што ће јавно осудити одређене тврдње које су углавном извучене из Теодорових списа против Несторијевих грешака. Исти захтев је Прокло поставио од свих источних епископа; али Ива и остали епископи су углавном одбијали да осуде Теодорове предлоге.
Иако до сада блокирани, незадовољници у Едеси су наставили да раде против свог епископа. Њихове вође су била четири презвитера, Самуило, Кир, Евлогије и Марас, који су деловали на подстицај једног од Ивових суфрагана, Уранија, епископа Химерије, наглашеног Евтихијана. Док је антиохијски патријарх Домн II, који је 442. године наследио свог стрица Јована I Антиохијског на месту антиохијског патријарха, посетио Хијерапољ ради устоличења новог епископа Стефана, Ивови противници су изабрали тај тренутак за акцију. Кир и Евлогије су формално изнели патријарху Домну оптужбу против Иве, коју је потписало око 17 едеских свештеника, а подржало 30. Ива је, полазећи на пут у Хијерапољ да ода почаст Домну, сазнао за оптужбу, одмах позвао своје свештенство, прогласио екскомуникацију Кира и Евлогија као клеветника и запретио истим третманом свима који су учествовали у њиховом поступку.

## Суђења у Антиохији и Бејруту
Године 445. патријарх Домн је позвао Ива на синод одржан у Антиохији у вези са Атанасијем из Пере, али се извинио писмом. Домн је подржавао Ива, а он није показао спремност да прихвати оптужбе против њега. Коначно, у Великом посту 448, четворица главних тужитеља изнели су своју оптужницу пред Домном и саветом Истока на начин који је превише формалан да би се занемарио. Домн је стога позвао Ива да се појави пред њим после Ускрса да одговори на оптужбе. Сабор је одржан у Антиохији, а присуствовало му је само девет епископа. Ива је лично одговорио на 18 оптужби, углавном неозбиљног карактера и недоказаних, нпр. да је себи присвојио путир украшен драгуљима, да је вино на Евхаристији било инфериорно по квалитету и количини; малверзација износа датих за откуп заробљеника; симонијачке хиротоније и пријем неподобних у службу и епископију, посебно његовог нећака Данила, кога је поставио за епископа у Харану. Најтеже оптужбе су биле да је анатемисао Кирила и оптужио га за јерес; да је био несторијанац; а посебно да је на Васкрс 445, у присуству свог свештенства, изговорио богохулне речи: „Не завидим Христу што је постао Бог, јер могу постати Бог ништа мање од њега“ и „Ово је дан када је Исус Христос постао Бог“. Прву оптужбу је признао, а остале је огорчено одбацио као ниске клевете. Појавила су се само двојица оптужених. Самуило и Кир су отишли у Цариград, упркос условима под којима је екскомуникација укинута, да поднесу своју жалбу цару и цариградском патријарху, одлучивши да би саслушање Домна очигледно било пристрасно према Иву. Домн и веће су одбили да наставе у одсуству главних сведока, и чинило се да је случај одложен на неодређено време.
Евлогије и Мар су затим пожурили да се придруже својим пратиоцима у Цариграду, где су затекли моћну странку која је била снажно непријатељска према источним епископима, посебно Теодориту. Њихова фракција је убрзо ојачана доласком Уранија из Химерије и великог броја едесенског свештенства. Цар и цариградски архиепископ Флавијан, који је наследио Прокла на месту архиепископа, саслушао је њихове жалбе, али је одбио да их званично саслуша. Случај је враћен на исток, а царска комисија од 26. октобра 448. године, Ураније из Химерије, Евстатије из Бејрута и Фотије из Тира, који је изабран 9. септембра 448. године, након свргавања Иринеја Тирског, постављени су да саслушају оно, а Дамаскије, трибун и државни секретар, послат је као царски комесар. Цео поступак био је у супротности са канонима да епископи треба да буду подвргнути суду других епископа, двојица који припадају другој провинцији, на основу царског указа. Нико, међутим, није протестовао да се царска власт сматра апсолутном. Трибунал је такође био крајње неправедан. Један од тројице судија, Ураније из Химерије, био је коловођа покрета против Ива, док су друга двојица уз његову помоћ добила своје катедре.
Тир је именован као место суђења, али је саслушање премештено у епископску резиденцију у Бејруту да би се избегле нереде. Као одговор на оптужницу, Ива је пред својим судијама изнео изјашњење које су потписали многи његови свештеници, негирајући да је икада изрекао наводна богохуљења. Само три сведока су подржала оптужбу и донела копију спорног писма „Марису“. Касније су Ивови непријатељи током Другог сабора у Ефесу и Халкидонског сабора тврдили да је Ива признао да је написао писмо Марису и да записници Бејрутског сабора нису фалсификовани. Тврдњу Јустинијана I да се Ива одрекао писма Марису у Бејруту, као да је фалсификовано у његово име, оспорава Факунд из Хермијане. Огољени су наводи о фалсификовању записника Савета Бејрута да је Ива или признао да је написао писмо, а затим одбацио тиме што су други фалсификовали горепоменуте записнике или да је негирао писање писма, приморавајући своје тужиоце да фалсификују поменути записник у истом делу.
Након свега његови непријатељи су пристали да повуку своје оптужбе на Ивово обећање да ће заборавити прошлост, да ће своје тужитеље сматрати својом децом и препустити све нове потешкоће за намирење Домну; и да, да би се избегла сумња у малверзације, црквеним приходима Едесе треба да управља економија, попут оних у Антиохији. Ива је дао исто обаћење по теолошким тачкама. Ангажовао се да по повратку јавно анатемише Несторија и све који су се њим слагали, и прогласио истоветност своје доктрине са оном око које су се сложили Јован и Кирило, и прихватио је ефеске уредбе једнако као и оне из Никеје као због надахнућа. Духа Светога. Записник је потписан, уз издвојено мишљење само Уранија, 25. фебруара 449. године.

## Осуда у Ефесу
Примирје је прекинуто за неколико недеља. Евтихијанска партија је била потпомогнута интригама Хрисатија, Диоскора Александријског и њихових присталица да добију едикт којим се сазива још један сабор у Ефесу за 1. август 449. Иако је циљ сабора био да рехабилитује углед Евтихија, он је служио као оружје и против Ива. Извештаји који су се марљиво ширили у Едеси током његовог одсуства Ивове хетеродоксности учинили су његов пријем толико непријатељским да је био приморан да напусти град и затражи од Магистер милитум стражара да га заштите. Он је имао тајна упутства од Хрисатија и Евтихија да га ухапсе и затворе и поново покрену тужбу. Када је Хереја ушао у Едесу 12. априла 449., да би започео суђење, дочекала га је гомила монаха и њихових присталица, који су тражили моментално протеривање и осуду Ива и његових следбеника. Два дана касније почела је истрага у одсуству Ива и руљи која је агитовала за његову осуду. Цела Едеса је знала да је Хереја дошао само да објави осуду која је већ донета.
Хереја се, међутим, кретао преспоро за њихову мржњу, а у недељу, 17. априла, узбуђење у цркви је било толико да је био приморан да обећа да ће пресуда Бејрутског синода бити преиспитана и да ће се започети нова истрага. Ово је почело следећег дана; све старе оптужбе су поновљене, усред дивљих повика "Ива на вешала, у руднике, у прогонство" утапајући сваки покушај објашњења или одбране. Пресудну улогу у деловању гомиле имали су монаси из манастира у граду и његовој околини. Хереја, као што је било унапред одређено, упутио је извештај царској влади, проглашавајући оптужбе доказаним; а 27. јуна цар је, признавши пријем документа, наредио да се Ива замени епископом који би имао поверење верних. Само легално конституисани синод могао је да га свргне, али је у међувремену злоба његових непријатеља могла бити задовољена његовим малтретирањем. Забрањен му је улазак у Едесу, хапшен и третиран као најподлији криминалац, вучен из провинције у провинцију, мењајући своје одаје 40 пута и налазио се у 20 различитих затвора.
Други сабор у Ефесу отворен је 3. августа 449. Један од његових циљева је био да се коначно отараси Ива, што је било дело другог заседања одржаног 22. августа. Од тројице бискупа који су водили истрагу у Тиру и Бејруту затражен је извештај о њиховом поступку; избегавали су да пријаве Ивову ослобађајућу пресуду, наводећи да би истрага која је касније вођена у Едеси била кориснија. Монаси Едесе и друге стране у оптужници су прихваћени и затражили њихов извештај, који је осудио Ива како се очекивало. Предлог за излагање поднели су без приговора, Евстатије Бејрутски и Фотије Тирски, који су га претходно ослободили на основу истих доказа, гласајући са већином гласова. Ива није позван да се појави, будући да је тада био у затвору у Антиохији. 

## Повратак у Халкидон
Почетком 451. епископима који су свргнути и прогнани као последица Другог Ефеског сабора дозвољено је да се врате из изгнанства, али је питање њихове рестаурације препуштено Халкидонском сабору. На 9. седници, 26. октобра, пред окупљене епископе дошао је случај Ива. На његов захтев да буде обновљен у складу са пресудом Фотија Тирског и Евстатија Бејрутског, прочитани су акти тог синода, а сутрадан су папски легати дали мишљење да је Ива , је незаконито свргнут, и треба га одмах вратити. После много дискусија, ово је донето једногласно. Легати су предњачили, прогласивши "његово писмо" православним, и наредили његову реституцију. Сви прелати су се сложили у овој пресуди, под условом да он анатемише Несторија и Евтихија и прихвати том Лавов. Ива је без оклевања пристао. „Он је анатемисао Несторија већ у својим списима, и то ће поновити десет хиљада пута, заједно са Евтихијем и свима који поучавају Јединствену природу, и прихватио би све што сабор држи као истину“. Због тога је једногласно разрешен и враћен за епископа Едесе на следећим заседањима. Нону из Едесе, који је изабран за епископа након Ивовог свргавања, након што је легитимно рукоположен, дозвољено је да задржи свој епископски чин, а након Ивове смрти, 28. октобра 457. године, наследио га је на месту епископа. Прихватање „његовог писма“, при чему Сабор није био прецизан на које се писмо ради, довело би до каснијих контроверзи и навода да је Халкидонски сабор одобрио садржај писма Марису.

## Контроверза из шестог века
Контроверза око његовог писма „Марису” настала је у следећем веку, у озлоглашеном спору око „Три поглавља”, када је писмо жигосано као јеретичко (заједно са делима Теодора Мопсуестијског и Теодоритовим списима у корист Несторија) у Јустинијановом едикту, и званично је осуђен 553. године на петом општем сабору, који је изрекао анатему против свих који би требало да се претварају да је Халкидонски сабор признао православне њега и друге спорне документе. Касније је Сиријска православна црква анатемисала Ива као несторијанца.

## Градитељ цркве
Према Хроници из Едесе, Ива је подигао нову цркву светих апостола у Едеси, којој је сенатор даровао сребрну трпезу од 720 фунти, а конзул Анатолије, Магистер милитум, сребрну касу за пријем моштију апостола Томе, за кога је речено да је после проповеди у Партији, да је ту и сахрањен.